# 아담 부스두코스
아담 부스두코스(독일어: Adam Bousdoukos, 1974년 1월 25일~)는 독일의 배우, 각본가이다.

## 작품 목록

### 영화
- 파노스와 요르고스 그리고 당나귀 (2015년) - 파노스 역
- 수요일 04:45 (2015년)
- 페르디난트 폰 쉬라흐 크라임, 에피소드: 타나타스 티 볼 (2012년)
- 샬레이걸 (2011년)
- 소울 키친 (2009년) - 지노스 역
- 케밥 코넥션 (2005년)
- 미치고 싶을 때 (2004년)
- 7월에 (2000년)
- 짧고 고통없이 (1998년)
- 센신 - 바로 너야! (1995년)